# رافائل کابرال
رافائل کابرال باربوسا (پرتغالی: Rafael Cabral Barbosa؛ زادهٔ ۲۰ مهٔ ۱۹۹۰) که با نام رافائل کابرال یا به صورت ساده با نام رافائل شناخته می‌شود، بازیکن فوتبال اهل برزیل است.
از باشگاه‌هایی که در آن بازی کرده‌است می‌توان به سانتوس، ناپولی و سمپدوریا اشاره کرد.

## دوران ملی
او اولین بازی ملیش را برای برزیل در ۳۰ مه ۲۰۱۲ برابر آمریکا انجام داد که برزیل بازی را ۴-۱ برد.
او برای المپیک تابستانی لندن در سال ۲۰۱۲ به تیم زیر ۲۳ سال برزیل دعوت شد اما بعد به دلیل مصدومیت جایگزین شد.

## افتخارات

### سانتوس
- لیگ ایالتی سائوپائولو: 2010، 2011، 2012

- جام برزیل: 2010
- جام لیبرتادورس: 2011
- جام برندگان آمریکای جنوبی: 2012

### ناپولی
- جام حذفی ایتالیا: 2013–14

- سوپر جام ایتالیا: 2014

### برزیل
- سوپرکلاسیکو قاره آمریکا: 2014

### فردی
- بهترین بازیکن فصل ریدینگ: 2019–20